# Франсіско Карабальйо
Франсіско Альберто Карабальйо Нуньєса (Francisco A. Caraballo) (1973) — домініканський дипломат. Надзвичайний і Повноважний Посол Домініканської Республіки в Україні за сумісництвом (з 2021).

## Життєпис
Народився у 1973 році в Санто-Домінго. Він має ступінь магістра з міжнародних відносин та аспірантуру з менеджменту міжнародного бізнесу, обидва ступені присуджені престижним Джорджтаунським університетом у Вашингтоні, округ Колумбія. Має юридичну освіту з відзнакою, закінчив Національний університет імені Педро Енрікеса Уренья, де отримав нагороду Фонду Домініканського університету як видатний студент. Опанував англійську та французьку мови. Крім того, він був членом Організації американських держав (ОАД).
До його призначення послом у Федеративній Республіці Німеччина, він був послом, постійним представником при Відділенні ООН та інших міжнародних організаціях у Женеві, Швейцарія. Його обов'язки включали представництво перед Верховним комісаром ООН з прав людини (УВКПЛ) і біженців (УВКБ), Міжнародною організацією праці (МОП) та Всесвітньою організацією охорони здоров'я (ВООЗ). Крім того, Спільна програма ООН зі СНІДу (ЮНЕЙДС), Всесвітня метеорологічна організація (ВМО) та Міжнародна організація з міграції (МОМ).
Він був першим послом Домініканців в Рабаті, Марокко. Він служив деканом дипломатичного корпусу Америки, закріплюючи імідж Домініканської Республіки. За час його перебування на посаді було підписано кілька угод про співпрацю між обома країнами, зокрема, у сферах політичних консультацій, рибальства, торгівлі та інвестицій. Він був нагороджений королем Марокко, найвищою відзнакою, наданою іноземному дипломату.
Крім того, посол Карабальйо був заступником представника в Постійному представництві Домініканської Республіки при Організації Об'єднаних Націй у Нью-Йорку. Також відповідав за справи 6-го юридичного комітету та був делегатом під час 62-ї, 63-ї та 64-ї чергових сесій Генеральної Асамблеї ООН.
У посольстві Домініканської Республіки у Вашингтоні, округ Колумбія, на різних етапах виконував функції заступника глави місії, радника міністра (з політичних питань) та радника (з правових питань).
Він представляв Домініканську державу як титулярний делегат на Міжнародній конференції праці, Всесвітній асамблеї охорони здоров'я, Глобальній платформі зі зменшення ризику катастроф, Конференції держав-учасниць зі зміни клімату, Конференції держав-учасниць Всесвітньої конвенції проти корупції та інших.
Крім того, він був повноправним членом Спеціалізованої консультаційної комісії, призначеної міністром закордонних справ з питань Ради Безпеки Організації Об'єднаних Націй під час перебування Домініканської Республіки як непостійного члену Ради Безпеки ООН (2019—2020).
З 3 лютого 2021 року — Надзвичайний і Повноважний Посол Домініканської Республіки в Німеччині
З грудня 2021 року — Надзвичайний і Повноважний Посол Домініканської Республіки в Україні з резиденцією в Берліні..
8 грудня 2021 року — вручив копії вірчих грамот заступнику міністра закордонних справ України Еміне Джапаровій.
9 грудня 2021 року — вручив вірчі грамоти Президенту України Володимиру Зеленському.